# (31899) Adityamohan
(31899) Adityamohan est un astéroïde de la ceinture principale.

## Description
(31899) Adityamohan est un astéroïde de la ceinture principale. Il fut découvert le 4 avril 2000 à Socorro (Nouveau-Mexique) par le projet LINEAR. Il présente une orbite caractérisée par un demi-grand axe de 2,28 UA, une excentricité de 0,17 et une inclinaison de 3,5° par rapport à l'écliptique.

## Compléments